# Orczynegyed
Az Orczynegyed Budapest VIII. kerületének része. Az Orczynegyed – a Magdolnanegyed mellett – a VIII. kerület társadalmi problémákkal leginkább veszélyeztetett városrésze. Fejlesztését az Orczynegyed Program célozza.

## Története
2010 előtt alacsony reputációjú területnek számított. Azóta azonban a városvezetés és a kormány kiemelt hangsúlyt fektet a városrész rehabilitációjába, parkok, közterületek teljes körű felújításával, illetve az Nemzeti Közszolgálati Egyetemnek otthont adó Ludovika Campus és egyéb létesítményeinek több tízmilliárd forintos beruházásával (Orczy Negyed Program). A megoldás útja a Magdolnanegyedhez hasonló program kidolgozása és végrehajtása.